# Kaburaki Kiyokata
Kaburaki Kiyokata, (Japans: 鏑木清方) (Tokio, 31 augustus 1878 - Kamakura, 2 maart 1972), geboren als Kaburaki Ken'ichi en in het westen ook wel Kaburagi Kiyokata genoemd, was een Japans illustrator en kunstschilder, leermeester van vele kunstenaars uit de shin hanga-beweging.
Kiyokata was de zoon van een belangrijke Japanse krantenuitgever. Hij werd opgeleid door twee Ukiyo-e-kunstenaars, Tsukioka Yoshitoshi en Mizuno Toshikata, opdat hij de kranten van zijn vader kon illustreren. Kiyokata maakte ook kuchi-e, prenten die in drie gevouwen aan romans of tijdschriften werden toegevoegd als verzamelobject. In 1901 richtte hij het kunstenaarscollectief Ugokai op in de hoop het genre bijinga ('prenten van mooie vrouwen') terug populair te maken.
Kiyokata wilde echter liefst kunstschilder worden en was medeoprichter van een school voor nihonga (schilderkunst in Japanse stijl), de Kinreisha. Op die school zou shin hanga-uitgever Watanabe Shōzaburō zijn vier belangrijkste kunstenaars werven: Kawase Hasui, Itō Shinsui, Yamakawa Shūhō en Kasamatsu Shirō. Kiyokata was eveneens de leermeester van Kobayakawa Kiyoshi en Torii Kotondo. Zijn pupillen begonnen het kunstenaarscollectief Kyōdokai dat geregeld tentoonstellingen inrichtte. Op een van die tentoonstellingen ontdekte Watanabe het werk van Shinsui. Shinsui ontwierp in 1915 na tussenkomst van Kiyokata de eerste shin hanga-prent: Voor de spiegel. Kiyokatas invloed op de shin hanga-beweging valt dan ook niet te overschatten.
Op het einde van de Tweede Wereldoorlog werd Kiyokatas huis in Tokio platgebombardeerd. Hij verhuisde naar Kamakura waar hij bleef genreschilderijen en mooie vrouwen schilderen. In 1954 werd Kiyokata opgenomen in de Japanse Orde van Culturele Verdienste. Hij stierf in 1972 op drieënnegentigjarige leeftijd te Kamakura.
- Biblioteca Nacional de España: XX1486280
- Bibliothèque nationale de France: cb135625743 (data)
- CiNii: DA01509896
- Gemeinsame Normdatei: 133259250
- International Standard Name Identifier: 0000 0000 8402 7884
- Library of Congress Control Number: n81017329
- Bibliotheek van het Japanse parlement: 00024571
- Nationale bibliotheek van Australië: 36537451
- Nederlandse Thesaurus van Auteursnamen: 375274278
- Trove: 1279520
- Union List of Artist Names: 500123229
- Virtual International Authority File: 96590990
- WorldCat: E39PBJkhPKBKMCDYT6xJtfFMyd